# Personer i Sverige födda i Förenade arabemiraten
Till emiratier i Sverige räknas personer som är folkbokförda i Sverige och som har sitt ursprung i Förenade arabemiraten. Enligt Statistiska centralbyrån fanns det 2017 i Sverige sammanlagt cirka 2 900 personer födda i Förenade Arabemiraten.

## Historisk utveckling

### Födda i Förenade arabemiraten
| Personer i Sverige födda i Förenade arabemiraten 2000–2024 | Personer i Sverige födda i Förenade arabemiraten 2000–2024 | Personer i Sverige födda i Förenade arabemiraten 2000–2024 | Personer i Sverige födda i Förenade arabemiraten 2000–2024 | Personer i Sverige födda i Förenade arabemiraten 2000–2024 |
| ---------------------------------------------------------- | ---------------------------------------------------------- | ---------------------------------------------------------- | ---------------------------------------------------------- | ---------------------------------------------------------- |
|                                                            |                                                            |                                                            |                                                            |                                                            |
| År                                                         |                                                            |                                                            | Folkmängd                                                  |                                                            |
| 2000                                                       | 2000                                                       |                                                            | 351                                                        |                                                            |
| 2001                                                       | 2001                                                       |                                                            | 367                                                        |                                                            |
| 2002                                                       | 2002                                                       |                                                            | 390                                                        |                                                            |
| 2003                                                       | 2003                                                       |                                                            | 421                                                        |                                                            |
| 2004                                                       | 2004                                                       |                                                            | 445                                                        |                                                            |
| 2005                                                       | 2005                                                       |                                                            | 484                                                        |                                                            |
| 2006                                                       | 2006                                                       |                                                            | 547                                                        |                                                            |
| 2007                                                       | 2007                                                       |                                                            | 578                                                        |                                                            |
| 2008                                                       | 2008                                                       |                                                            | 634                                                        |                                                            |
| 2009                                                       | 2009                                                       |                                                            | 690                                                        |                                                            |
| 2010                                                       | 2010                                                       |                                                            | 742                                                        |                                                            |
| 2011                                                       | 2011                                                       |                                                            | 816                                                        |                                                            |
| 2012                                                       | 2012                                                       |                                                            | 920                                                        |                                                            |
| 2013                                                       | 2013                                                       |                                                            | 1 103                                                      |                                                            |
| 2014                                                       | 2014                                                       |                                                            | 1 399                                                      |                                                            |
| 2015                                                       | 2015                                                       |                                                            | 1 777                                                      |                                                            |
| 2016                                                       | 2016                                                       |                                                            | 2 466                                                      |                                                            |
| 2017                                                       | 2017                                                       |                                                            | 2 913                                                      |                                                            |
| 2018                                                       | 2018                                                       |                                                            | 3 211                                                      |                                                            |
| 2019                                                       | 2019                                                       |                                                            | 3 479                                                      |                                                            |
| 2020                                                       | 2020                                                       |                                                            | 3 620                                                      |                                                            |
| 2021                                                       | 2021                                                       |                                                            | 3 781                                                      |                                                            |
| 2022                                                       | 2022                                                       |                                                            | 3 865                                                      |                                                            |
| 2023                                                       | 2023                                                       |                                                            | 3 882                                                      |                                                            |
| 2024                                                       | 2024                                                       |                                                            | 3 908                                                      |                                                            |
| Anm.: Befolkning den 31 december respektive år.            |                                                            |                                                            |                                                            |                                                            |